# Camponotus micrositus
Camponotus micrositus är en myrart som beskrevs av Wheeler 1937. Camponotus micrositus ingår i släktet hästmyror, och familjen myror. Inga underarter finns listade.